# 钟状独花报春
钟状独花报春（学名：Omphalogramma brachysiphon）为报春花科独花报春属下的一个种。